# Dennis Quaid
Dennis William Quaid (født 9. april 1954) er en amerikansk skuespiller. Han opvoksede i Texas, og blev kendt op gennem 1980'erne efter at have medvirket i flere succesfulde film, og han har siden fået en karriere som en stor Hollywood skuespiller.

## Biografi

### Tidlige år
Quaid blev født i Houston, Texas, som søn af Juanita Bonniedale "Nita" (født Jordan), en ejendomsmægler, og William Rudy Quaid, en elektriker. Han har en storebror, Randy Quaid, der også er skuespiller. Quaid er af irsk og Cajun afstamning. Han gik på Pershing Middle School i Houston og studerede drama på Bellaire High School i Bellaire, Texas samt på college, ved University of Houston, under dramachef Cecil Pickett.

### Karriere
Efter hans bror, skuespiller Randy Quaid, blev nomineret til en Oscar for hans rolle i The Last Detail, droppede han ud af University of Houston før tid og flyttede til Los Angeles, Californien, for at forfølge en karriere indenfor skuespillerfaget. Han havde til at starte med svært ved at finde arbejde, men fik opmærksomhed efter at have medvirket i Breaking Away (1979), den anmelderkritiske, men publikumssucces Jaws 3-D (1983), og fik gode anmeldelser for sin rolle i The Right Stuff (1983).
Selvom han er kendt for sin berømte latter, har Quaid medvirket i både komedier og dramaer. Quaid havde hovedrollen i Enemy Mine og Innerspace og fik ros fra anmelderne for sin rolle som Jerry Lee Lewis i Great Balls of Fire! (1989).
Quaids karriere stilnede af i starten af 1990'erne, efter han kæmpede med et kokainmisbrug. Han fortsatte dog med at få gode anmeldelser i forskellige film, så som Wyatt Earp (1994). Han medvirkede i genindspilningen af Forældrefælden fra 1998, hvor han spillede tvillingernes far. I de seneste år har Quaid medvirket i bl.a. Far from Heaven (2002), In Good Company (2004), The Day After Tomorrow (2004), Yours, Mine and Ours (2005), og Vantage Point (2008). Hans rolle i Far from Heaven resulterede i nominationer til Golden Globe, PFCS og Screen Actors Guild i kategorien "Best Supporting Actor". Han vandt dog NYFCC, CFCA, OFCS og Independent Spirit priser samme år.

### Personlige liv
Quaid opvoksede i et baptistisk hjem og er en praktiserende kristen.
Quaid giftede sig med skuespillerinden P.J. Soles 25. november 1978 (Thanksgiving). De blev skilt 23. januar 1983. Quaids andet ægteskab var med Meg Ryan den 14. februar 1991 (Valentinsdag). Quaid og Ryan fik en søn, Jack Henry (født 24. april 1992). Deres ægteskab sluttede 16. juni 2001. Ryan afslørede senere at Quaid havde været hende utro i en længere periode, mens de var gift. Quaid var forlovet i tre år med skuespillerinden Lea Thompson (Tilbage til fremtiden, Caroline in the City), som han mødte under indspilningerne af Jaws 3-D i 1983.
Quaid giftede sig med Kimberly Buffington, en ejendomsmægler fra Austin, den 4. juli 2004 (Independence Day). Parret fik 8. november 2007, ved hjælp af en surrogatmor, tvillinger født i Santa Monica. Deres søn Thomas Boone blev født først kl. 8:26 og deres datter blev født to minutter efter.
18. november 2007 gav ansatte på hospitalet, ved et uheld, Quaids tolv dage gamle tvillinger en dosis heparin der var 1.000 gange større end den normale dosis til nyfødte. Deres advokat sagde, at de nyfødte børn havde det fint, men Quaid har sagsøgt medicinalfirmaet, Baxter Healthcare, med påstand om, at de to pakker med medicinen ikke er forskellige nok.
Udover skuespil er Quaid også en musiker og spiller i sit eget band The Sharks. Quaid har også pilotcerfitikat og er en selvlært golfspiller, og blev i 2005 blev han udnævnt til en topspiller blandt "Hollywood spillerne" af Golf Digest. Han lægger også navn til den årlige "Dennis Quaid Charity Weekend" (tidligere "Jiffy Lube/Dennis Quaid Charity Classic") i Austin, Texas. Golfturneringen tiltrækker talrige kendisser, og overskuddet går til lokale børne velgørenhedsorganisationer. Han er medlem af Bel-Air Country Club i Bel-Air og prøver at holde sit spil ved lige på private baner når han er væk i længere tid.
Quaid er frivillig i velgørenhedsorganisationen "International Hospital for Children i New Orleans." Han tager bl.a. til Centralamerika for at hjælpe med at bygge klinikker og transporterer syge børn til USA, til behandlinger de ikke kan få lokalt.
I et interview i 2006 med bladet Best Life, sagde Quaid, at han i midten af 1990'erne led af anoreksi og sagde, "I'd look in the mirror and still see a 180 lb (82 kg) guy, even though I was 138 pounds (62 kg)," and "for many years, I was obsessed about what I was eating, how many calories it had, and how much exercise I'd have to do".[kilde mangler]

## Filmografi
- Crazy Mama (1975)
- I Never Promised You a Rose Garden (1977)
- September 30, 1955 (1977)
- Are You in the House Alone?,  (1978)
- Our Winning Season (1978)
- The Seniors (1978)
- Breaking Away (1979)
- The Long Riders (1980)
- Gorp (1980)
- All Night Long (1981)
- Caveman (1981)
- The Night the Lights Went Out in Georgia (1981)
- Stripes (1981)
- Tough Enough (1983)
- Jaws 3-D (1983)
- Mænd af den rette støbning (1983)
- Dreamscape (1984)
- Enemy Mine (1985)
- The Big Easy (1987)
- Innerspace (1987)
- Suspect (1987)
- D.O.A. (1988)
- Everybody's All-American (1988)
- Great Balls of Fire! (1989)
- Come See the Paradise (1990)
- Postcards from the Edge (1990)
- Wilder Napalm (1993)
- Undercover Blues (1993)
- Flesh and Bone (1993)
- A Century of Cinema (1994) (documentary)
- Wyatt Earp (1994)
- Something to Talk About (1995)
- Dragonheart (1996)
- Gang Related (1997)
- Switchback (1997)
- Savior (1998)
- Forældrefælden (1998)
- Playing by Heart (1998)
- Any Given Sunday (1999)
- Frequency (2000)
- Traffic (2000)
- Dinner With Friends (2000)
- The Rookie (2002)
- Far from Heaven (2002)
- Cold Creek Manor (2003)
- The Alamo (2004)
- The Day After Tomorrow (2004)
- In Good Company (2004)
- Flight of the Phoenix (2004)
- Yours, Mine and Ours (2005)
- American Dreamz (2006)
- Terra (2007) (voice)
- Vantage Point (2008)
- Smart People (2008)
- The Express (2008)
- The Horsemen (2009)
- G.I. Joe: The Rise of Cobra (2009)
- Pandorum (2009)
- Legion (2010)
- The Special Relationship (2010)
- Soul Surfer (2011)
- Footloose (2011)
- Beneath the Darkness (2012)
- What to Expect When You're Expecting (2012)
- The Words (2012)
- Playing for Keeps (2012)
- At Any Price (2012)
- Movie 43 (2013)
- Truth (2015)
- Midway (2019)